# Arembergergracht
De Arembergergracht is een kanaal in de Nederlandse provincie Overijssel.
De Arembergergracht werd rond 1560 in opdracht en op kosten van Jan van Ligne, graaf van Arenberg, stadhouder van Friesland, Groningen, Drenthe en Overijssel, aangelegd. Het kanaal verbindt het Zwarte Water bij Zwartsluis met de Beulaker- en Belterwijde. Het kanaal was in de eerste plaats nodig voor de afwatering van het achterland van Zwartsluis. Het kanaal was ook van belang voor de turfwinning. De in deze streek - de Wieden - gewonnen turf kon via de Arembergergracht afgevoerd worden naar Zwartsluis en vandaar naar Holland. De Ligne bezat uitgestrekte bezittingen in dit veengebied. Om ongewenste concurrentie met de haven van Blokzijl te voorkomen werd bepaald dat er geen beweegbare bruggen over het kanaal mochten worden aangelegd. Er konden alleen relatief kleine schepen met gestreken mast de bruggen passeren. Het kanaal had twee sluizen, de Arembergersluis in Zwartsluis en een noordelijker gelegen - niet meer bestaande - sluis bij de Veneweg.

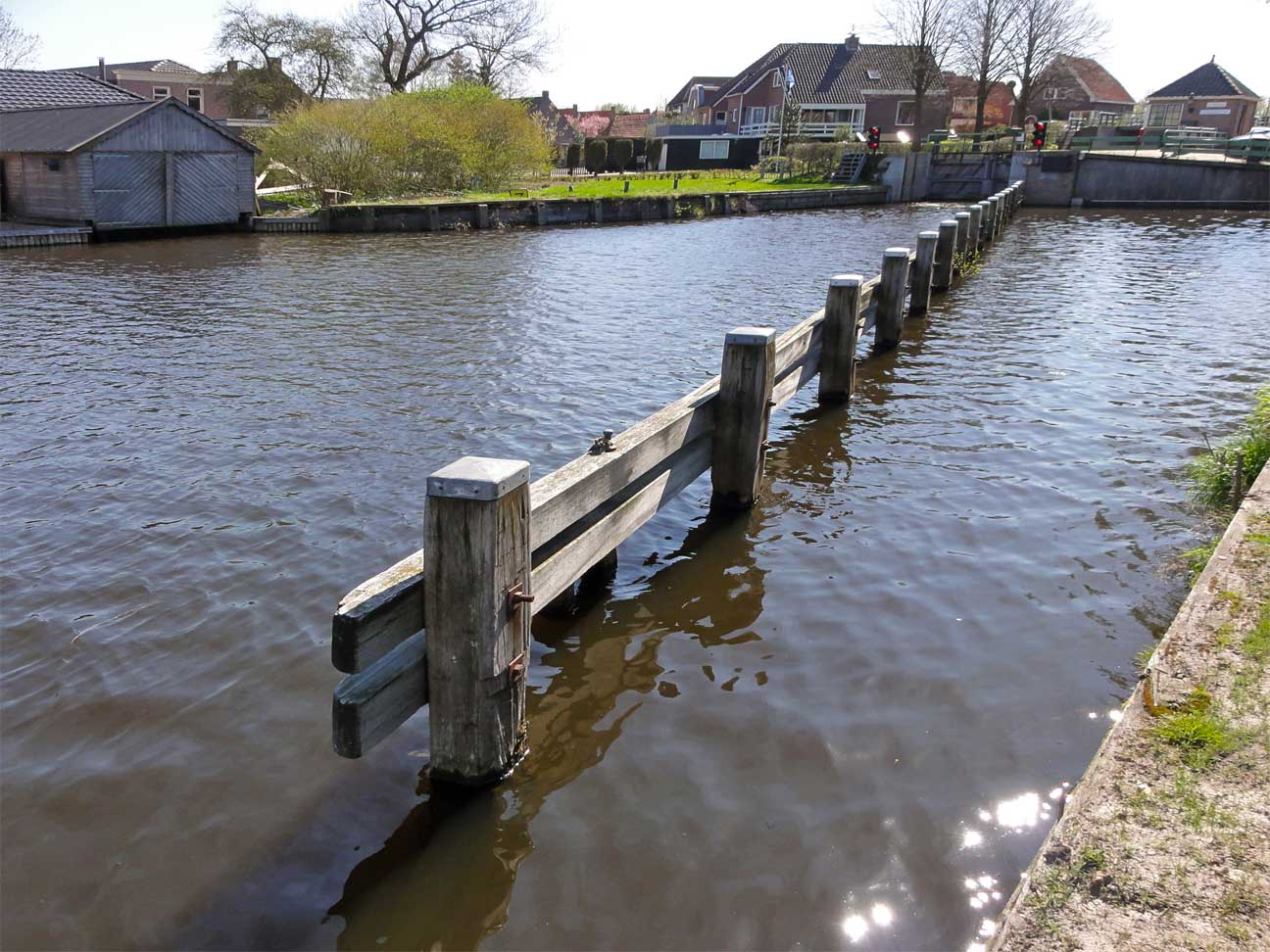
De Arembergersluis in Zwartsluis